# 샘 페킨파
샘 페킨파(Sam Peckinpah, 1925년 2월 21일 ~ 1984년 12월 28일)는 미국의 영화 감독, 영화 각본가이다. 서부 영화 장르 감독으로 잘 알려져 있는데, 수정주의적 접근과 혁신적이면서 적나라한 시각적 묘사법으로 유명하다.
제2차 세계대전이 끝나자 해병대에 입대로 참전했고 전역후 남부 캘리포니아 대학에서 석사학위를 받았다. 1961년 데뷔작인 《용서하지 못할자》(Deadly Companion)를 연출했고 1969년 그의 대표작 중 하나인 걸작 《와일드 번치》를 연출한다. 1971년 더스틴 호프먼 주연의 《어둠의 표적》을 연출했고 1977년 제임스 코번 주연의 《철십자 훈장》을 연출한다. 약물과 과도한 음주로 인한 알코올 중독으로 인해 1984년 심장 발작으로 사망하고 만다.

## 작품 목록
- 데들리 컴퍼니온 (1961)
- 하오의 결투 (1962)
- 던디 소령 (1965)
- 와일드 번치 (1969)
- 케이블 호그의 발라드 (1970)
- 어둠의 표적 (1971)
- 쥬니어 보너 (1972)
- 겟어웨이 (1972)
- 관계의 종말 (1973)
- 가르시아 (1974)
- 킬러 엘리트 (1975)
- 철십자 훈장 (1977)
- 콘보이 (1978)
- 오스터맨 (1983)